# L'intrusa (film 1929)
L'intrusa (The Trespasser) è un film del 1929, diretto da Edmund Goulding, che si misurò per la prima volta con il cinema sonoro.
Nel 1937, Goulding riprese la storia, girandone un remake, Vivo per il mio amore (That Certain Woman) con protagonista Bette Davis.

## Trama
Una giovane di umili origini, Marion Donnell, lavora come segretaria presso l'ufficio di un dispotico milionario, John Merrick Senior, e di lei si innamora il figlio, John Merrick chiedendole di sposarla. Tuttavia l'opposizione del suocero e la sua prepotenza spingono la ragazza ad abbandonare i suoi progetti amorosi e a dileguarsi nel nulla senza prima però confidare al vecchio milionario di essere incinta di suo figlio. Grazie ad una inaspettata eredità, la donna diventerà ricca a sua volta, entrando a far parte di quell'alta società che le era stata negata, ma viene a scoprire che intanto l'uomo che ella amava si è sposato con una donnina avida e senza scrupoli, Catherine Merrick detta "Flip", che presto manderà in rovina suo marito. Marion si sacrificherà per amor suo, rivelandogli l'esistenza di suo figlio, che lascerà in sua custodia, insieme ad un cospicuo conto in banca per manterlo.

## Produzione
Il film fu prodotto dalla Gloria Productions e venne girato negli studi della United Artists al 7200 del Santa Monica Boulevard a Hollywood.

## Distribuzione
Distribuito dall'United Artists, il film uscì in sala l'11 novembre 1929. Negli Stati Uniti, incassò 1.241.091 dollari.

### Data di uscita
IMDb
- USA	11 novembre 1929
- Finlandia	18 maggio 1930
- Francia	14 novembre 1930

Alias
- The Trespasser	USA (titolo originale)
- Hans første hustru	Norvegia (imdb display title)
- L'intrusa	Italia
- L'intruse	Francia
- La intrusa	Spagna